# Sebastiano Martinelli

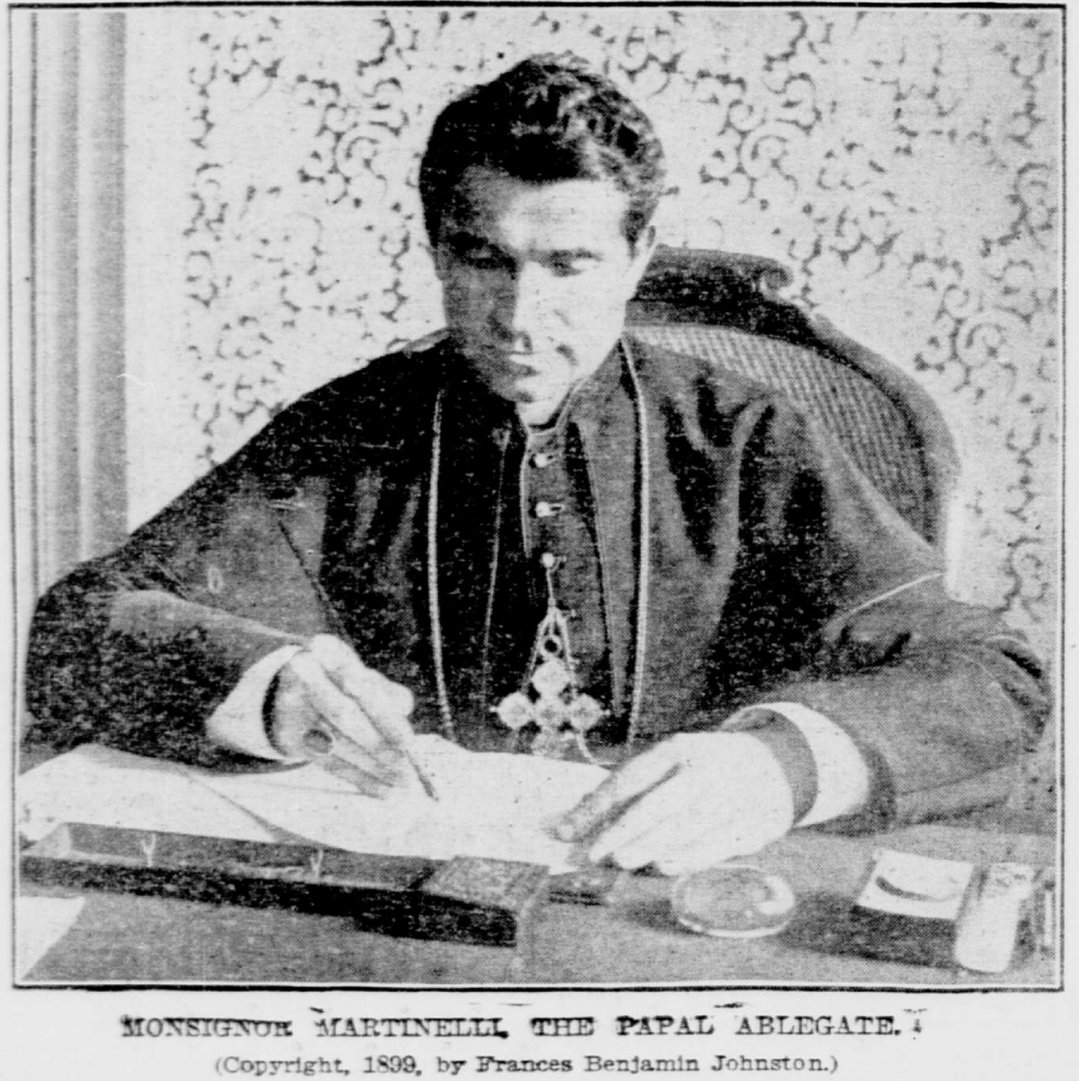
Erzbischof Sebastiano Martinelli als Apostolischer Delegat in den Vereinigten Staaten von Amerika (1899)

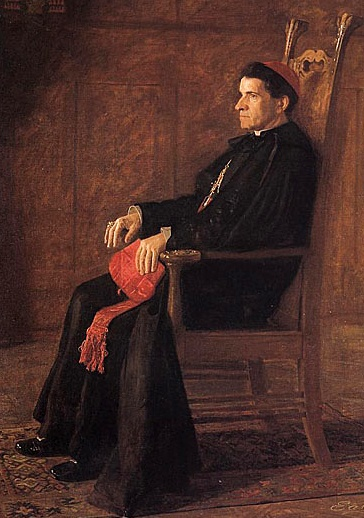
Kardinal Sebastiano Martinelli, 1902; gemalt von Thomas Eakins (1844–1916)

Sebastiano Kardinal Martinelli OESA (* 20. August 1848 in Borgo Sant’Anna, Ortsteil von Lucca; † 4. Juli 1918 in Rom) war ein italienischer Geistlicher, Diplomat und Kurienkardinal der katholischen Kirche.

## Leben
Martinelli trat mit 16 Jahren ins Priesterseminar des Augustinerordens ein. Am 4. März 1871 empfing er die Priesterweihe.
Er wurde 1889 und 1896 zum Generalprior des Augustinerordens gewählt. Am 18. August 1896 wurde er von Papst Leo XIII. zum Titularerzbischof von Ephesus sowie zum zweiten Apostolischen Delegaten in den USA ernannt. Die Bischofsweihe spendete ihm Kardinalstaatssekretär Mariano Rampolla del Tindaro am 30. August desselben Jahres; Mitkonsekratoren waren Kurienbischof Guglielmo Pifferi OESA und der Bischof von Amelia, Vincenzo Giuseppe Veneri.
Papst Leo XIII. kreierte ihn im Jahre 1901 zum Kardinal und ernannte ihn 1902 zum Kardinalpriester von Sant’Agostino. 1903 nahm er am Konklave teil, das Papst Pius X. wählte. Von 1909 bis 1918 war Martinelli Präfekt der Ritenkongregation. Am Konklave von 1914 konnte er nicht teilnehmen, da er erkrankt war.
Sebastiano Martinelli war Bruder des Kardinals Tommaso Maria Martinelli, der im Jahre 1873 zum Kardinal erhoben wurde.